# Pfarrhaus (Maria-Thann)

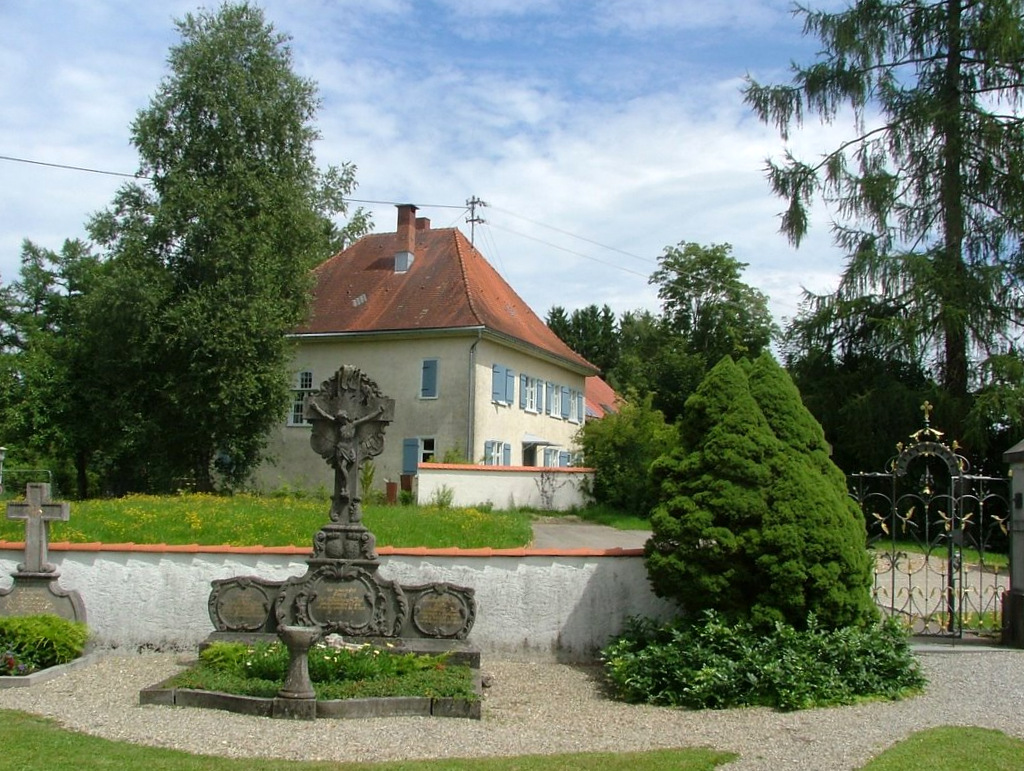
Pfarrhaus in Maria-Thann, im Vordergrund der Friedhof

Das Pfarrhaus in Maria-Thann, einem Gemeindeteil von Hergatz im schwäbischen Landkreis Lindau in Bayern, wurde im 18. Jahrhundert errichtet. Das Pfarrhaus am Giebelweg 2 ist ein geschütztes Baudenkmal.
Der zweigeschossige Walmdachbau stammt im Kern aus dem 18. Jahrhundert. Das Gebäude steht in der Nähe der katholischen Pfarr- und Wallfahrtskirche zu Unserer Lieben Frau, die sich innerhalb des ummauerten Friedhofs befindet.